# Grondmeniezwammetje
Het grondmeniezwammetje (Nectria inventa) is een schimmel behorend tot de klasse Nectriaceae. Het leeft als terrestrische saprotroof op allerlei organisch materiaal: plantestengels, dode takken en rottend hout, mest, papier; ook algemeen in de grond. Zelden groeit het op andere schimmels en rotte paddenstoelen.

## Kenmerken
Deze schimmel heeft een opvallende rode kleur en verticillaat gerangschikte conidiogene cellen.

## Verspreiding
In Nederland komt het grondmeniezwammetje uiterst zeldzaam voor.